# 河内方
河内方（かわちがた）とは、鎌倉時代に歌壇や源氏学（源氏物語研究）の世界で大きな影響力を持った一派・一族である。

## 概要
この一派は、河内国を中心に活動したというわけではないが、始祖にあたる源光行とその子源親行のいずれもが河内守の地位にあったことから河内方と呼ばれる。
源光行の時代には鎌倉と京都を行き来しており、後に鎌倉を中心に活動するようになった。源光行が承久の乱において京都方に味方して処刑されそうになり、鎌倉方についていた息子の助命嘆願によってかろうじて救われるなどしたこともあって、鎌倉将軍家に近い血統にありながら政治的には高い地位に登ることがなかったため家系や生没年など不明な点も多い。

## 名称
この河内方という名称は、正式な名称というわけではなく、「河内方」以外に
- 「河内家」[2]
- 「河内学派」[3]
- 「河内守一派」[4]
- 「源光行一統」[5]
- 「源光行一家」[6]
- 「源氏の家」[7]

等と呼ばれることもある。

## 業績
平安時代末期には、さまざまに異なる内容を持った源氏物語の写本が存在し、そのうちのどれが正しいのか分からない状況であったのを、様々な写本を調べて「河内本」と呼ばれる本文を整定し、これ以後に大きな影響力を持った。また最も早い時期に水原抄などの源氏物語の体系的な注釈書を著し、その後の源氏物語の解釈に大きな影響を与えた。この時期京都でも源氏物語は古典・聖典化し、歌壇等の世界に大きな影響を与える存在になっていたが、文献としての注釈書は特に解釈が困難な部分について写本に注記する形で成立した注釈書である源氏釈や奥入または特に議論になるような論点についてのみ記した弘安源氏論議のようなものしかなく、源氏物語全体にわたって体系的な注釈書を初めて成立させたのは河内方によるものである。この河内方の注釈が京都に先行して発達したという点について、当時は京都に居住する貴族階級の人々にとっては源氏物語が書かれた平安時代中期とは言葉や制度・習慣がかなり変わってきたとはいえ源氏物語の原文をそのまま読むことはそれほど難しいことではなかったのに対して、鎌倉などの地方に在住する武士階級の人々にとっては源氏物語が当然としていることの多くが当然ではなく説明を必要とするものになってしまっていたことが理由ではないかとも言われている。

## 河内方の終焉
室町時代に入ると河内方の血統を受け継ぐものはいなくなってしまい、源氏学も京都を中心に動くことになる。そして河内方最大の注釈書である水原抄も散逸してしまい、源氏物語の本文としての河内本についても、「室町以来四百余年、河内本と確認しうるものは見当たらなかった。」という状況になった。
このように河内方そのものが消滅した一方で、河内方の唱えた数々の説は、それ以後も大きな影響を持ち、これ以後作られた様々な注釈書で唱えられている説にも河内方によって始められたものが数多く含まれている。中でも四辻善成により著され、「源氏学についての七つの流派をまとめ上げた」として「古注の集大成」と位置付けられる「河海抄」（河海抄の「河」は河内方の河であるとされる）は河内方から大きな影響を受けており、稲賀敬二は「河海抄」について「続河内方と位置づけられる」としている。
また源氏物語の本文としての河内本についても「河内本」そのものが姿を消した一方で室町時代以後に主流になった三条西家本系統の青表紙本は河内本から多くの影響を受けたものであった。

## 主要事項年表
- 1163年（長寛元年） 源光行生まれる。
- 1221年（承久3年） 源光行承久の乱において後鳥羽上皇側に従ったため処刑されそうになり、鎌倉側に従った息子親行の助命により助かる。
- 1236年（嘉禎2年） 河内本の校合作業始まる。
- 1244年（寛元2年） 源光行死去。
- 1254年（建長6年） 源親行が将軍宗尊親王に源氏物語の講義を行う。
- 1255年（建長7年） 河内本が源親行によって一旦これを完成させた。
- 1258年（正嘉2年） 北条実時によって尾州家本源氏物語が書写される[9]。
- 1265年（文永2年） 河内本の校合作業が行われる[10]。
- 1266年（文永3年） 河内本の校合作業が行われる[11]。
- 1268年（文永5年） 河内本の校合作業が行われる[11]。
- 1293年（永仁元年） 素寂、『紫明抄』1・2巻を将軍久明親王に献上する。
- 1294年（永仁2年） 素寂、『紫明抄』全巻を将軍久明親王に献上する。
- 1313年（正和2年） 源義行、原中最秘抄に加筆する[9]。
- 1363年（南朝：正平18年、北朝：貞治2年） 行阿、二条良基に招かれて「源氏物語」の奥義を伝授する。
- 1364年（南朝：正平19年、北朝：貞治3年） 行阿、原中最秘抄に加筆する[9]。

## 河内方による源氏物語の注釈書
河内方の中心となる注釈書である『水原抄』は大部分が失われており、秘伝書の『原中最秘抄』や分派の素寂による『紫明抄』は残されているものの、現在見ることが出来るものは当時の姿そのままではないと考えられている。
- 『水原抄』
- 『紫明抄』
- 『異本紫明抄』（河内方に対立した立場の見解を取り入れている事もあることから近年では河内方によるものではないとの見解が有力である。）
- 『原中最秘抄』

## 河内方に属する人物
- 源光行（寂因）
- 源親行（覚因） - 光行の子
- 源義行（聖覚） - 親行の子
- 行阿（源知行） - 義行の子
- 素寂 - 親行の弟。源孝行か。『紫明抄』著者。義行・行阿らと対立。
- 素因 - 素寂の子